# 太陽圈

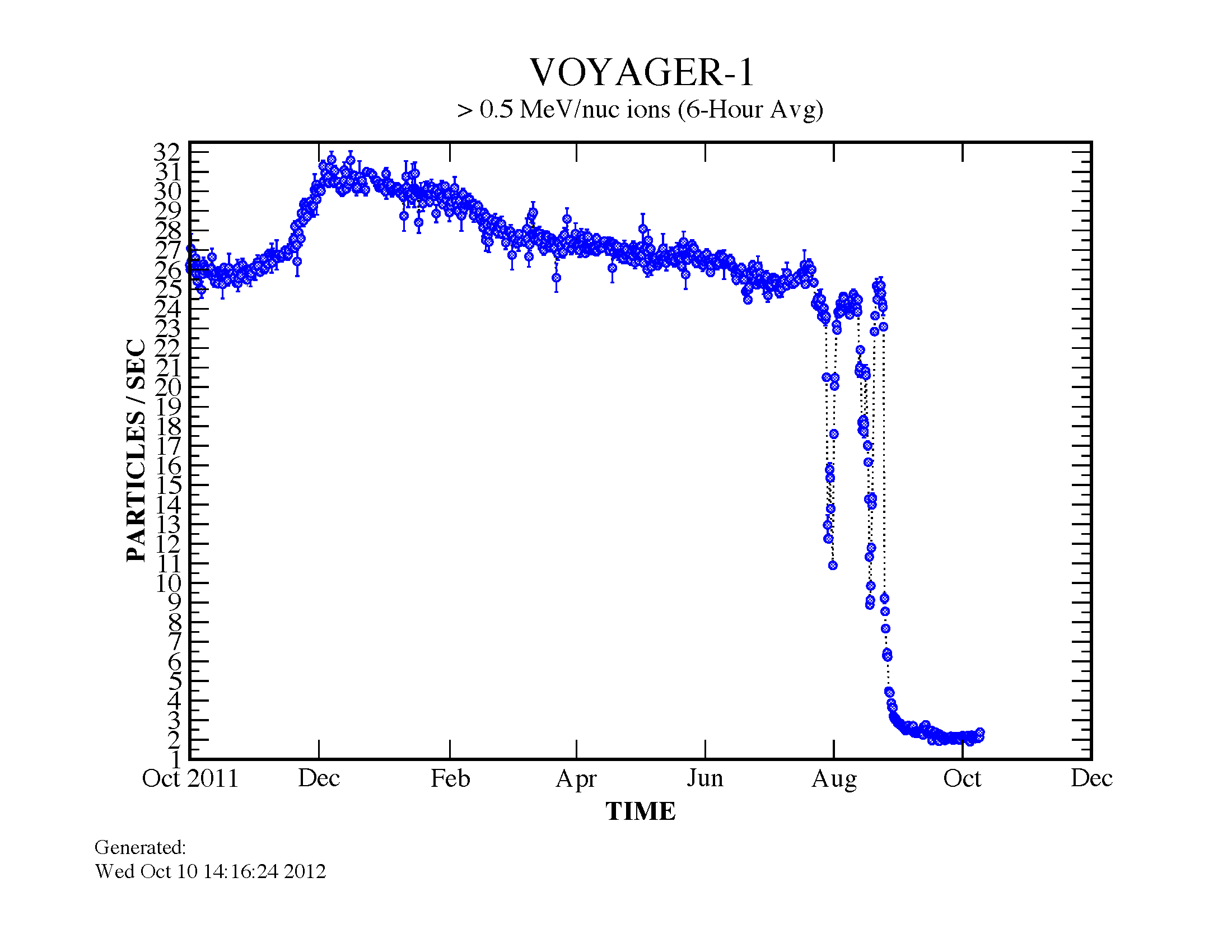
圖顯示自2012年8月起，航海家1號檢測到的太陽風顆粒減少了。

太陽圈（英语：Heliosphere）是太陽所能支配或控制的太空區域。太陽圈的邊緣是一個磁性氣狀泡，並且遠遠的超出冥王星之外。從太陽"吹"出的電漿，也就是所謂的太陽風，創建和維護著這個鼓起的泡沫，並且抵抗來自銀河系的氫氣和氦氣，也就是外面的星際物質，滲入的壓力。太陽風從太陽向外流動，直到遭遇到終端震波，然後在那裏突然的減速。航海家太空船積極的探測太陽圈的邊界，穿越過震波和進入日鞘，為了到達太陽圈最外層的邊緣，稱為日球層頂的過渡區。當太陽在空間中移動時，太陽圈的整體形狀是由星際物質控制的，它似乎不是一個完美的球形。以有限的資料用於未探勘過的自然界，已經推導出許多理論的架結構。
在2013年9月12日，NASA宣布航海家一號已經在2012年8月25日穿過太陽圈，當時它測量到的電漿密度突然增加了40倍。因為日鞘標誌著太陽風和其餘銀河系的一種邊界，可以說航海家一號已經離開太陽系，抵達星際空間。

## 摘要

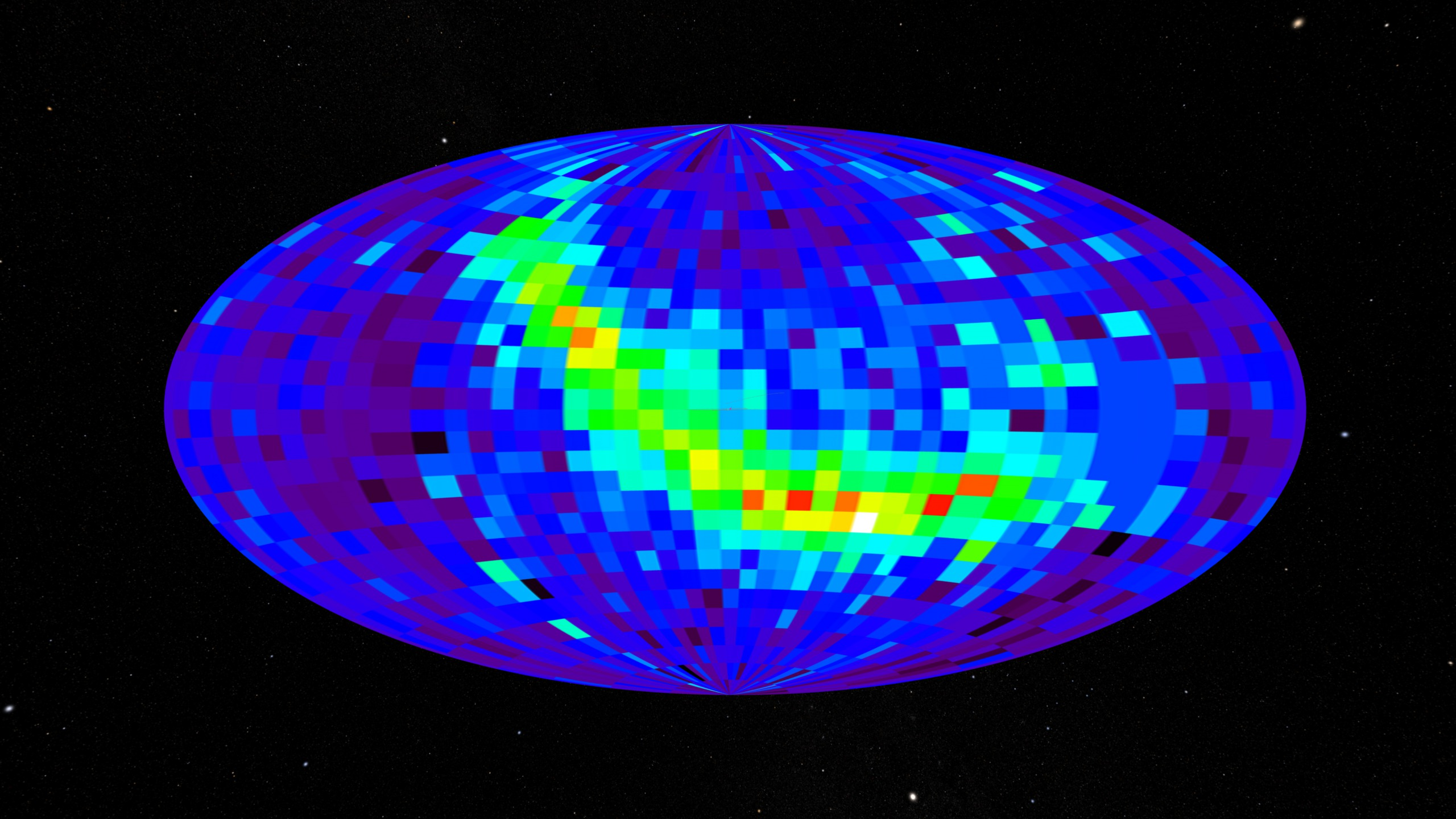
星際邊界探測器（IBEX）的高能中性原子圖。創建者：NASA / 戈達德太空飛行中心科學的具體化工作室（Scientific Visualization Studio）。

除了局部地區鄰近的障礙，像是行星或彗星，太陽圈內的物質都是自太陽發射出來的，然而宇宙射線和高能中性原子可以從外面滲入。起源於極端高溫的日冕表面，太陽風中的微粒達到逃逸速度，以每秒300至800公里（時速67萬至179萬英里或100萬至290萬公里）向外流。當它們開始與星際物質進行交互作用時，其速度減慢，終至完全停止。在太陽風低於音速的點稱為終端震波；在它穿越日鞘時速度繼續減慢並導引至稱為日球層頂的邊界，在那兒太陽風與星際物質的壓力達到平衡。航海家一號在2004年橫越終端震波，而航海家二號在2007年橫越終端震波。
它被認為在日鞘之外有弓形震波，但來自星際邊界探測器的資料顯示太陽在星際物質中移動的速度太低，不會形成弓形震波，它可能只是較溫和的"弓形波"。航海家的資料導出日鞘有"磁性泡泡"和停滯區的新理論。
航海家一號在2010年檢測到日鞘內的停滯區大約開始於113AU天文單位，太陽風的速度在那兒降至0，磁場強度倍增，來自銀河系的高能電子增加了100倍，在2012年5月，位於120AU之處開始，航海家一號檢測到宇宙射線突然增加，這是接近日球層頂的跡象。在2012年12月，NASA宣布航海家一號在2012年8月，在距離太陽122AU之處，進入一個新的區域，它被稱為"磁公路"，這是仍然受到太陽影響，但有一些顯著的差異的區域。在2013年的夏天，NASA宣布航海家一號已經在2012年8月25日進入星際空間。
卡西尼號和星際邊界探測器（IBEX）的資料在2009年挑戰了"日球層尾"（heliotail）的理論，在2013年7月，IBEX的結果顯示在太陽系的太陽圈有4條分裂的尾。

## 太陽風
太陽風中包含的微粒有來自日冕的離子和由微粒攜帶的場，特別是磁場。當太陽以大約27天的週期自轉時，磁場也跟隨著太陽風纏繞成螺旋線。太陽磁場的變化也隨著太陽風向外傳送，並且在地球自己的磁氣層內造成地磁風暴。
在2005年3月，裝置在SOHO卫星上的太陽風各向異性儀（SWAN）的報告顯示，原本應該被太陽風的微粒填滿的太陽圈，藉以阻擋來自太陽系外的星際介質，在周圍的區域已經有星際介質滲入，而且可能在銀河系區域性的磁場作用下產生了變形，成為非軸對稱的形狀。

## 結構

### 太陽圈電流片

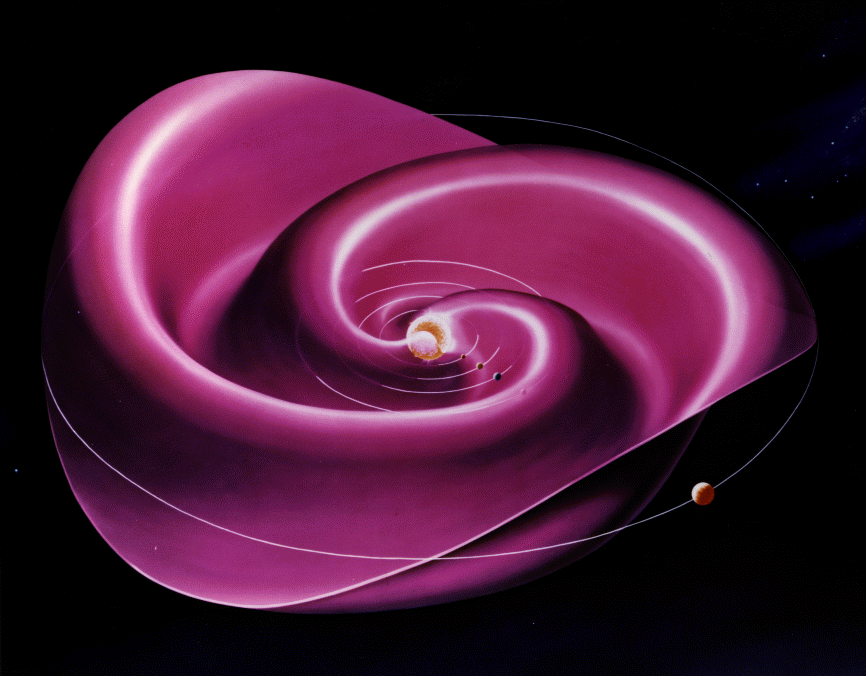
伸展至木星軌道外的太陽圈電流片。

太陽圈電流片是轉動的太陽磁場在太陽圈內創造出來的漣漪，被認為是太陽系內最大的結構。它伸展在太陽圈中，類似芭蕾舞的女舞者舞動著的裙襬。

### 外圍的結構

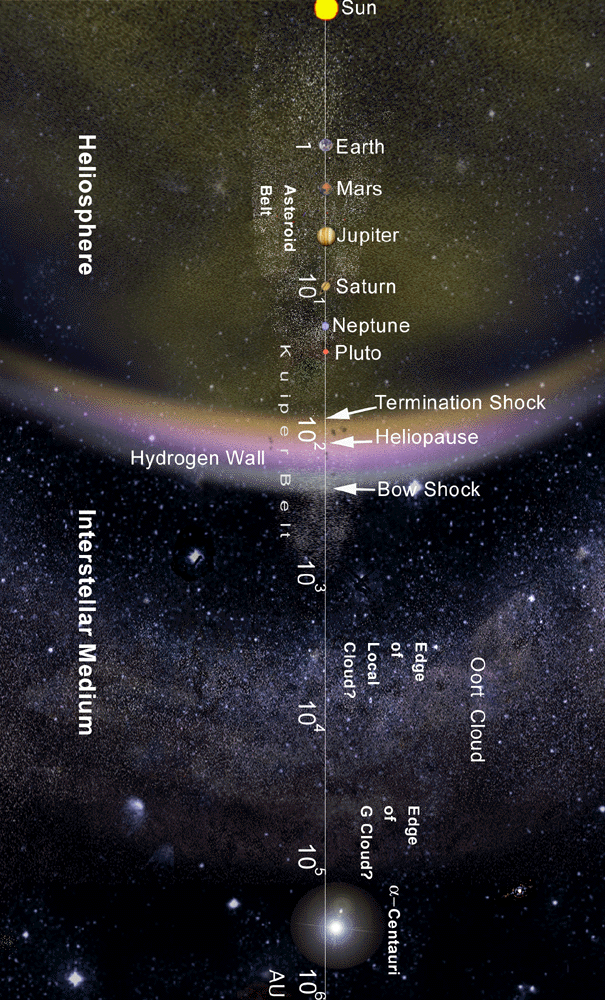
在對數尺度下向外延伸的太陽系，顯示出太陽圈、歐特雲和半人馬座α。

太陽圈的外圍結構取決於太陽風和星際空間風的作用。太陽風由太陽的表面向四面八方流出，在地球附近的速度大約是每秒數百公里（大約是時速一百萬英里）。在遠離太陽的某個距離上，至少超越過海王星的軌道，這股超音速的氣流必然會減速並遭遇到星際物質。在這兒有幾個階段將發生：
- 太陽風在太陽系內以超音速的速度向外傳送。在终端震波處，一種停滯的震波，太陽風的速度降低至音速（大約340米/秒）之下，成為次音速。
- 一旦低至次音速，太陽風也許會受到周圍的星際物質流影響：壓力導致太陽風在太陽後方形成像彗星的尾巴，這個區域稱為日鞘（heliosheath）。然而，2009年的科學結果顯示這種模型是不正確的[12][13]。截至2012年，它被認為是充滿了磁性泡泡的泡沫[17]。
- 日鞘的外層表面，也就是太陽圈與星際物質遭遇的表面，稱為日球層頂。這是整個太陽圈的邊緣，2009年的科學研究結果調整了這個模型[12][13]。
- 理論上，當太陽在環繞銀河中心的軌道上運轉時，日球層頂會在星際物質中造成湍流。在日球層頂的外面，可能會有一個造成壓力增加以抵抗星際物質的湍流區域。然而，太陽風相對於星際物質的速度可能太低，還不足以形成弓形震波[6]。

### 終端震波

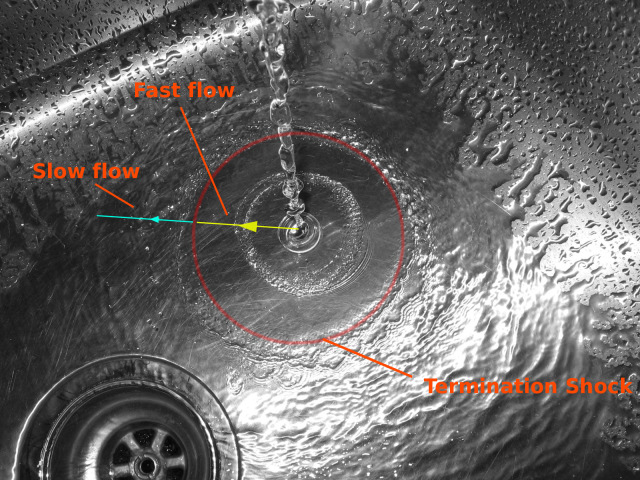
在洗臉盆的終端震波。

終端震波是在太陽圈內的太陽風因為與當地的星際物質交互作用，使速度降至次音速的點（相對於太陽）。這造成壓縮、加熱、和磁場中的變化。太陽系的終端震波被認為在距離太陽75至90天文單位的距離上。航海家一號在2004年通過太陽的終端震波，隨後航海家二號在2007年也通過了。
震波是因為從太陽輻射出來的太陽風微粒速度大約是每秒400公里，而聲音的速度（在星際物質）大約是每秒100公里（正確的速度與密度相關，不能忽略其影響）。星際物質的密度雖然很低，不過它的壓力是個恆定的常數；太陽風的壓力則與太陽距離平方成反比的減弱。當距離太陽足夠遠的時候，星際物質的壓力變得足以讓太陽風的速度降低至音速之下，這就會造成震波。
在地球上也可以看到其他形式的终端激波，例如流水進入水槽中的拍打水槽底部造成的水的躍遷。在擊中水槽的底部時形成淺的水盤，但水的流速高於該處的波速，於是迅速的分流使水滴濺起（類似於稀薄的、超音速的太陽風）。在淺盤的周圍，形成激波前緣或水牆，在激波前緣之外，水的運動速度低於該處的波速（類似於次音速的星際介質）。
從太陽再往外，跟隨在終端震波後的是太陽層頂（Heliopause），是太陽風的微粒因星際介質而停滯不前之處，然後來自星際介質的弓形震波通過這些微粒就不再會活躍了。
在2005年5月美國地球物理聯合會的會議上，艾登·史東博士以航海家1號太空船在2004年12月，距離太陽94天文單位處磁場讀數的變化做為證據，證明它通過了終端震波。相對的，航海家2號在2006年5月，距離太陽只有76天文單位處，開始偵測到返回太陽系的微粒。這暗示了太陽層頂的外形可能是不規則的，在北半球是向外凸起的，而南半球則受到向內的擠壓。
星際邊界探險號（IBEX）任務將企圖收集更多太陽系的終端震波資料。

## 日鞘
日鞘是太陽圈的終端震波外面的區域，太陽風在此處因為與星際介質的交互作用，因而減速、壓縮和產生湍流。此處與太陽最接近的距離大約在80至100天文單位；然而，日鞘的形狀在空間中像彗星的彗髮，尾跡在相對於太陽運動的路徑上，會比朝向太陽運動的方向長了數倍。在它的迎風面，厚度估計在10至100天文單位之間。航海家1號和航海家2號目前的任務就包括對日鞘的研究。
在2005年5月，NASA宣稱航海家1號已經在2004年12月，距離太陽94天文單位，進入日鞘。稍早的報告，在2002年8月（距離85天文單位）現在已經被認為是不成熟的看法。

## 日球層頂

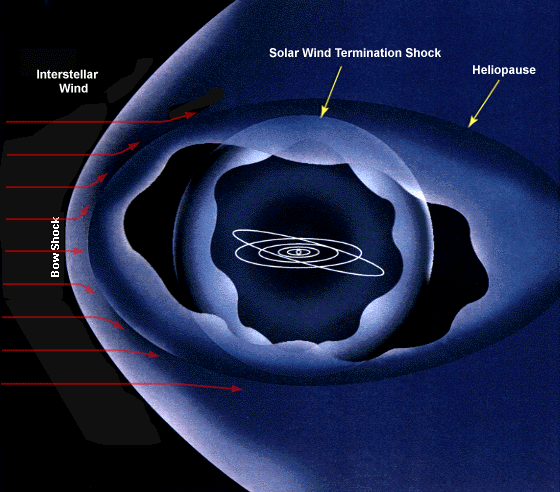
日球層頂是太陽圈和太陽系外的星際介質的邊界。當太陽風接近太陽層頂，他的速度突然減緩並形成震波，太陽風的終端震波。

日球層頂是太陽的太陽風被星際物質阻止的理論邊界；太陽風的強度已經不足以擊退周圍恆星的恆星風。這是星際物質和太陽風壓平衡的邊界。太陽風帶電粒子溫度的急遽下降，磁場方向的變化、銀河宇宙射線數量的增加，預示著日球層頂與星際物質的交會。在2012年5月，航海家1號探測到這種宇宙射線迅速增加（在一個月內增加了9%，而之前從2009年1月到2012年1月只逐漸增加25%），這表明它正在接近日球層頂。在2012年8月底至9月初，航海家1號的太陽質子數量急遽下降，從8月下旬的每秒25個粒子下降到10月初的每秒2個粒子。在2013年9月，美國國家航空暨太空總署宣布：截至2012年8月25日，航海家1號已經越過了日球層頂。這個距離是121天文單位（180億公里）。與預測相反，航海家1號的數據顯示銀河系的磁場與太陽磁場是匹配的。
另一種可供選擇的定義是：太陽層頂是太陽系磁場的磁層頂和銀河系的電漿流交會之處。

## 太空船的探測

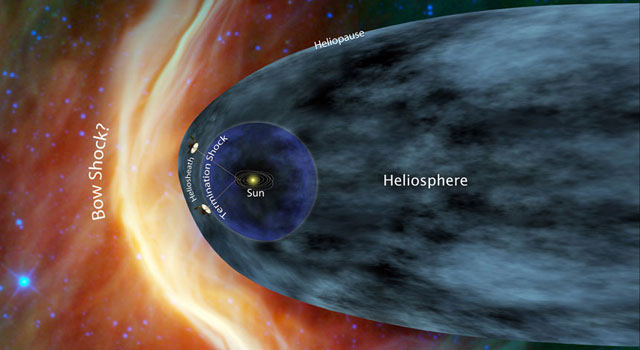
在日鞘中的航海家一號。

精確的日鞘形狀和距離迄今仍不能決定，行星際太空船，像先驱者10号、先驱者11号、旅行者1号和旅行者2号都朝向太陽系的邊緣前進，最終都將穿越日球層頂。
在2005年5月，航海家一號被宣佈已經在2004年12月，在85天文單位的距離上越過終端震波進入日鞘。在相對方向上的航海家二號，在2006年5月當她距離太陽只有76天文單位時，因為偵測到返回的微粒，也被認為越過了終端震波。這暗示太陽圈的形狀也許是不規則的，在太陽的北半球向外凸起，而南半球被向內擠壓。

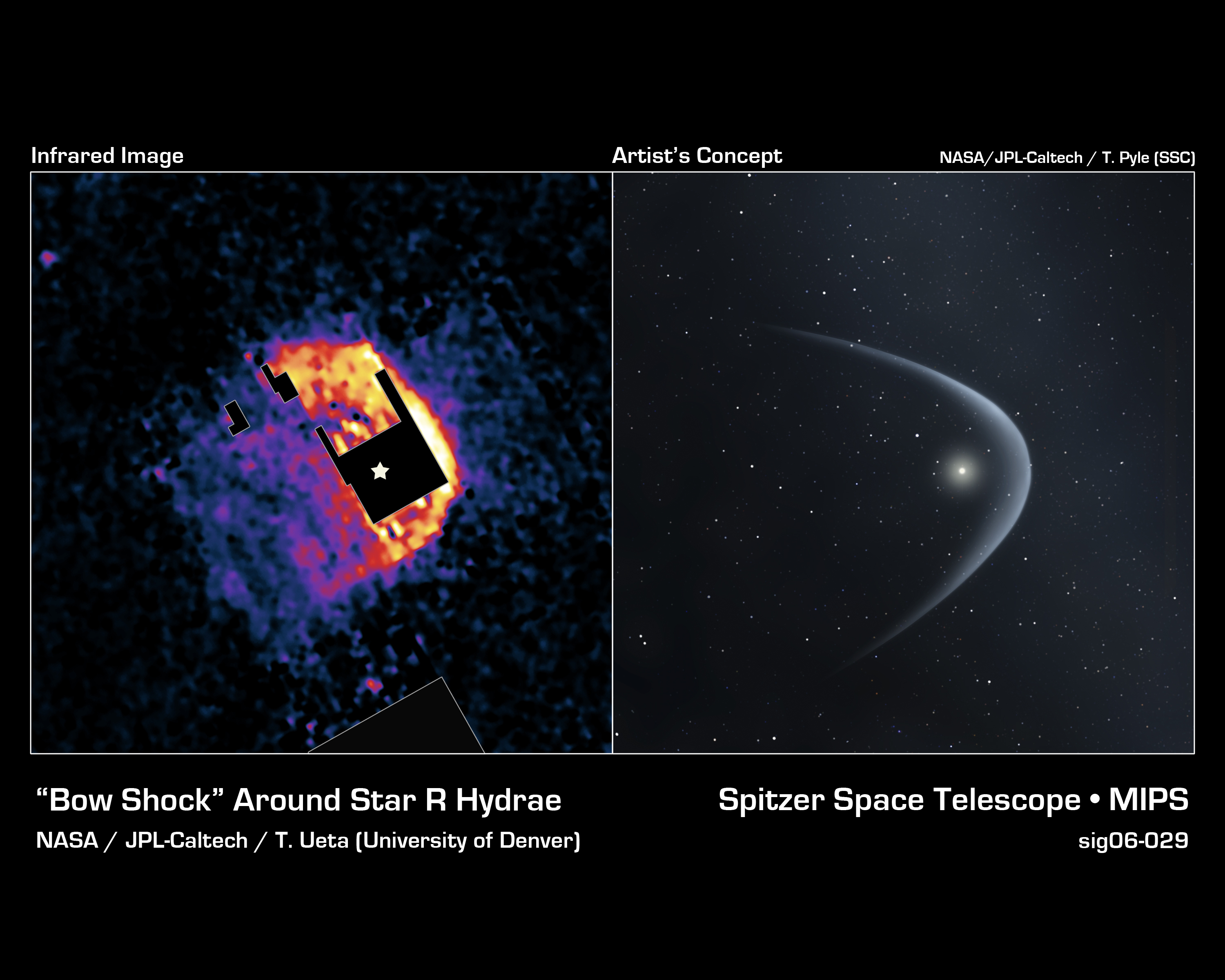
藝術家想像下，在長蛇座 R的弓形激波。

## 註解
1. 1 2 3  .   [2015-03-27]. （原始内容存档于2017-01-27）.
2. ↑  .   [2015-03-27]. （原始内容存档于2015-05-07）.
3. 1 2  .   [2015-03-27]. （原始内容存档于2013-11-04）.
4. ↑  .   [2015-03-28]. （原始内容存档于2011-08-22）.
5. 1 2  .   [2015-03-28]. （原始内容存档于2019-09-28）.
6. 1 2  , Phys.org, May 10, 2012  [2012-02-11], （原始内容存档于2012-07-19）
7. ↑  G. P. Zank, et al. - HELIOSPHERIC STRUCTURE: THE BOW WAVE AND THE HYDROGEN WALL (2013)
8. 1 2 3  .   [2015-03-28]. （原始内容存档于2015-03-08）.
9. ↑  .   [2015-03-28]. （原始内容存档于2014-08-23）.
10. 1 2  .   [2015-03-28]. （原始内容存档于2015-03-08）.
11. 1 2  .   [2015-03-27]. （原始内容存档于2013-11-04）.
12. 1 2 3  Johns Hopkins University. . ScienceDaily. 18 October 2009  [March 2016]. （原始内容存档于2016-08-19）.
13. 1 2 3  . 16 October 2009  [March 2016]. （原始内容存档于2020-06-10）.
14. ↑  .   [2015-03-28]. （原始内容存档于2018-09-09）.
15. ↑  .   [2007-03-08]. （原始内容存档于2012-10-07）.
16. ↑  Mursula, K.; Hiltula, T. . Geophysical Research Letters. 2003-11, 30 (22). doi:10.1029/2003GL018201 （英语）.
17. ↑  .   [2016-06-24]. （原始内容存档于2016-06-17）.
18. ↑  Nemiroff, R.; Bonnell, J. . Astronomy Picture of the Day. June 24, 2002  [2007-05-25]. （原始内容存档于2010-08-02）.
19. ↑  . Massachusetts Institute of Technology. 2007-12-10  [2010-08-20]. （原始内容存档于2014-03-22）.
20. ↑  Steigerwald, Bill. . American Astronomical Society. May 24, 2005  [2007-05-25]. （原始内容存档于2015-05-27）.
21. ↑  . Jet Propulsion Laboratory. December 10, 2007  [2007-05-25]. （原始内容存档于2007-12-13）.
22. ↑  Donald A. Gurnett. . Department of Physics and Astronomy (University of Iowa). 1 June 2005  [2008-02-06]. （原始内容存档于2018-10-10）.
23. ↑  Celeste Biever. . NewScientist. 25 May 2005  [2008-02-06]. （原始内容存档于2008-02-13）.
24. ↑  David Shiga. . NewScientist. 10 December 2007  [2008-02-06]. （原始内容存档于2008-02-14）.
25. ↑  Than, Ker. . CNN. 2006-05-24  [2007-05-25]. （原始内容存档于2017-10-04）.
26. ↑  Brandt, Pontus.  (PDF). . Tempe, Arizona: Lunar and Planetary Institute. 2007-02-27 to 2007-0302  [2007-05-25]. （原始内容存档 (PDF)于2019-01-18）.
27. ↑  Cowen, Ron. . Nature. 2013-09-12: nature.2013.13735  [2022-04-17]. ISSN 0028-0836. S2CID 123728719. doi:10.1038/nature.2013.13735. （原始内容存档于2021-12-27） （英语）.
28. ↑  Vergano, Dan. . National Geographic. 14 September 2013  [9 February 2015]. （原始内容存档于2019-07-16）.
29. ↑  Garner, Rob. . 26 February 2016  [2021-04-19]. （原始内容存档于2021-04-11）.
30. ↑  . www.cnn.com.   [2022-04-17]. （原始内容存档于2017-10-04）.